# Gjoadeck
Gjoadeck är en bergstopp i Österrike.   Den ligger i distriktet Liezen och förbundslandet Steiermark, i den centrala delen av landet, 210 km sydväst om huvudstaden Wien. Toppen på Gjoadeck är 2 374 meter över havet.
Terrängen runt Gjoadeck är bergig norrut, men söderut är den kuperad. Runt Gjoadeck är det ganska glesbefolkat, med 22 invånare per kvadratkilometer.. 
Trakten runt Gjoadeck består i huvudsak av gräsmarker.